# Avanton
Avanton – miejscowość i gmina we Francji, w regionie Nowa Akwitania, w departamencie Vienne.
Według danych na rok 1990 gminę zamieszkiwały 1164 osoby, a gęstość zaludnienia wynosiła 108 osób/km² (wśród 1467 gmin regionu Poitou-Charentes Avanton plasuje się na 255. miejscu pod względem liczby ludności, natomiast pod względem powierzchni na miejscu 793.).